# Elaphoglossum lisboae
Elaphoglossum lisboae är en träjonväxtart som beskrevs av Eduard Rosenstock. Elaphoglossum lisboae ingår i släktet Elaphoglossum och familjen Dryopteridaceae. Inga underarter finns listade.